# Esme Emanuel
Pour les articles homonymes, voir Emmanuel.
Esmé Emanuel, née le 14 juin 1947, est une joueuse de tennis sud-africaine, professionnelle.

## Carrière
En junior, elle remporte en 1965 le tournoi junior de Roland Garros.
Par la suite, elle atteint les huitièmes de finale des Internationaux de France 1970 en simple et les quarts de finale du tournoi de Wimbledon 1972 en double.
En 1972, elle est finaliste du tournoi de Manchester en simple et en double.